# Títulos do Paysandu Sport Club
A lista abaixo contém os principais títulos da história do Paysandu Sport Club no futebol, incluindo a categoria profissional e divisões de base.
O Paysandu é o único campeão de uma copa nacional na Região Norte do Brasil, também é único da região a ter o Campeonato Brasileiro Série B, tendo duas conquistas do campeonato e sendo o maior campeão ao lado de outros clubes.

## Futebol

### Principais conquistas
| HONRARIAS | HONRARIAS                                  | HONRARIAS | HONRARIAS |
|           | Competição                                 | Títulos   | Temporadas |
| --------- | ------------------------------------------ | --------- | --- |
|           | Tríplice Coroa Única da Região Norte       | 1         | 2002 |
| NACIONAIS |                                            |           | |
|           | Competição                                 | Títulos   | Temporadas |
|           | Copa dos Campeões                          | 1         | 2002 |
|           | Campeonato Brasileiro - Série B Recordista | 2         | 1991 e 2001 |
| REGIONAIS |                                            |           | |
|           | Competição                                 | Títulos   | Temporadas |
|           | Copa Verde Recordista                      | 5         | 2016, 2018, 2022, 2024 e 2025 |
|           | Copa Norte                                 | 1         | 2002 |
| ESTADUAIS |                                            |           | |
|           | Competição                                 | Títulos   | Temporadas |
|           | Campeonato Paraense Recordista             | 50        | 1920, 1921, 1922, 1923, 1927, 1928, 1929, 1931, 1932, 1934, 1939, 1942, 1943, 1944, 1945, 1947, 1956, 1957, 1959, 1961, 1962, 1963, 1965, 1966, 1967, 1969, 1971, 1972, 1976, 1980, 1981, 1982, 1984, 1985, 1987, 1992, 1998, 2000, 2001, 2002, 2005, 2006, 2009, 2010, 2013, 2016, 2017, 2020, 2021 e 2024 |
|           | Super Copa Grão-Pará                       | 1         | 2025 |
| Pará      | Taça Cidade de Belém Recordista            | 7         | 2005, 2006, 2009, 2010, 2011, 2013 e 2016 |
| Pará      | Taça Estado do Pará                        | 2         | 2005 e 2014 |
| Pará      | Torneio Início do Pará Recordista          | 17        | 1917, 1926, 1929, 1930, 1932, 1933, 1937, 1938, 1944, 1957, 1958, 1962, 1965, 1966, 1967, 1969 e 1970 |
| TOTAL     |                                            |           | |
| Escudo    | Conquistas                                 | Títulos   | Categorias |
|           | Títulos oficiais                           | 60        | 3 Nacionais, 6 Regionais e 51 Estaduais |

 Campeão Invicto

### Principais torneios amistosos

#### Internacionais

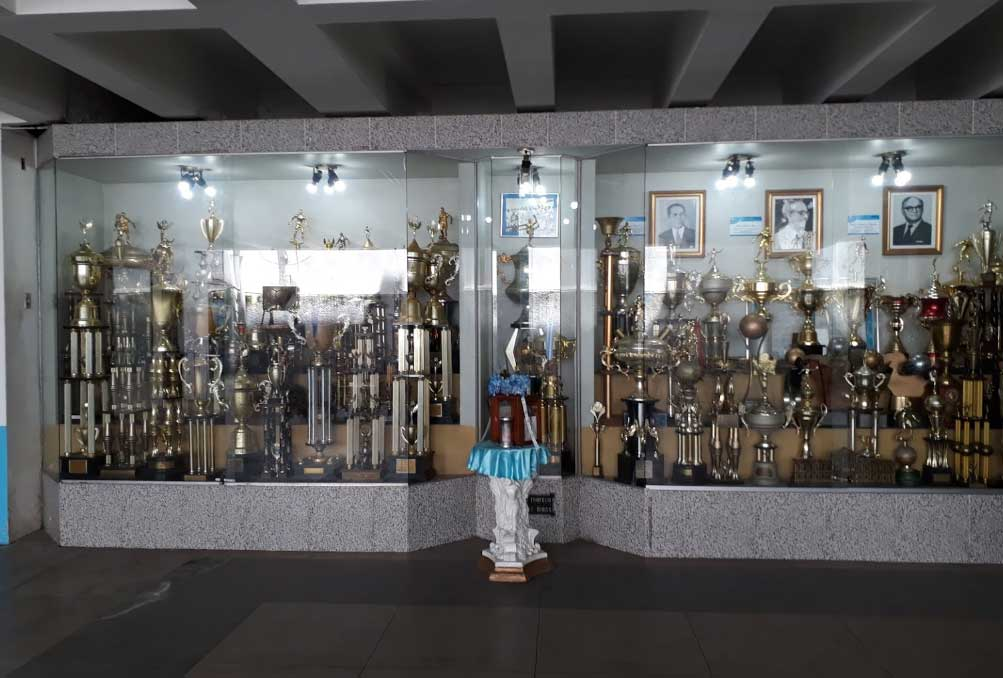
Sala de Troféus do Paysandu.

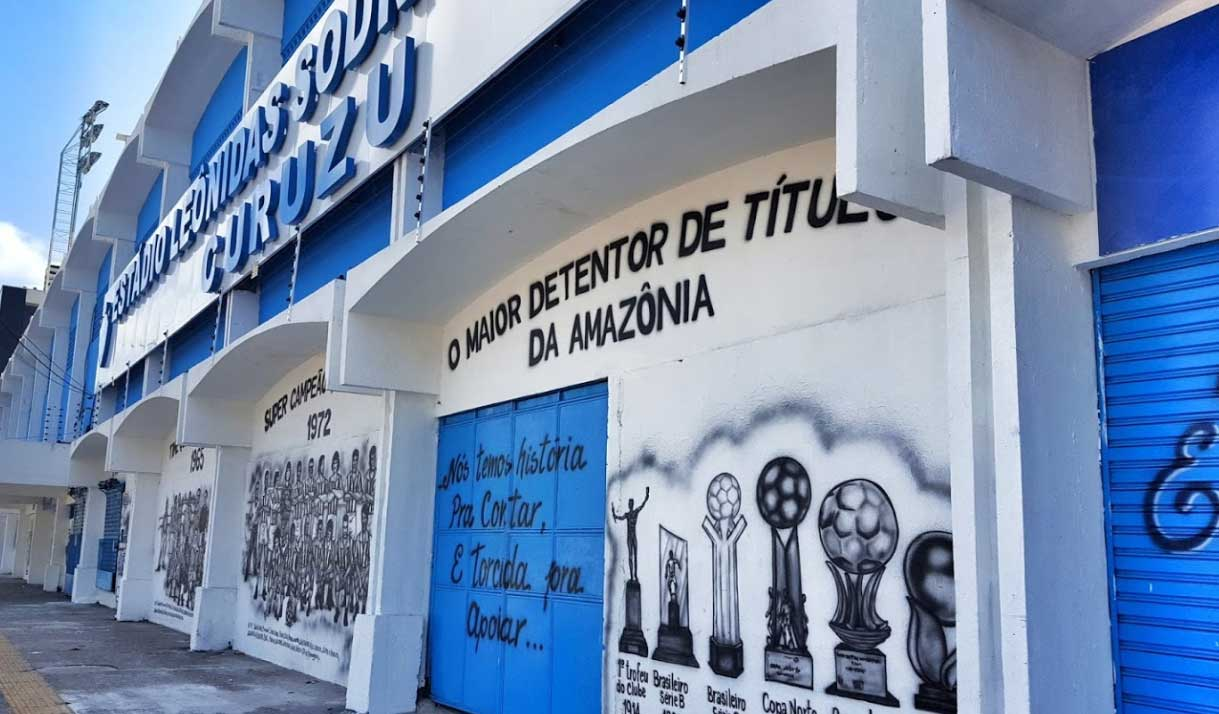
A nova Frente do Estádio da Curuzu, com várias imagens que ilustram suas glórias e conquistas.

- Torneio Internacional de Paramaribo (Suriname): 2011
- Torneio Quadrangular Internacional de Belém: 1965
- Torneio Triangular Internacional: 1953

#### Nacionais
- Torneio Triangular: 1986
- Torneio Pentagonal: 1975
- Torneio Quadrangular Rei dos Fogos: 1966
- Copa Meio-Norte: Torneio Triangular Maranhão-Piauí-Pará: 1917

#### Estaduais
- Troféu Lupercínio Oliveira: 2010
- Troféu Lúcia Penedo: 2007
- Copa Mais TV: 2001
- Torneio Seletivo a Copa Norte: 1998 e 1999
- Taça Cândido Neiva: 1990
- Torneio Jader Barbalho: 1985
- Torneio Cidade de Belém: 1966 e 1976
- Taça Panorama XXI: 1971
- Taça Péricles Guedes de Oliveira: 1969
- Taça Abelardo Conduru: 1939 e 1954
- Taça da Paz "Gilberto Cardoso": 1953
- Taça Soberano do Mundo: 1922

### Categorias de base

#### Categoria Sub-20
- Campeonato Paraense Sub-20: 5

(2002, 2006, 2009, 2015  e 2017 )

#### Categoria Sub-17
- Campeonato Paraense Sub-17: 6

(2011, 2012 , 2013 , 2014 , 2015  e 2023)
- Copa Pará - metropolitana: 1

(2023)
- Copa SESI: 1

(2018 )

#### Categoria Sub-15
- Campeonato Paraense Sub-15: 5

(2010, 2012, 2013 , 2014 e 2017 )
- Copa SESI: 3

(2010, 2017  e 2018 )

### Títulos individuais
- Atleta do Século do esporte paraense

1. Quarentinha [13]

- Melhor Jogador da Copa Verde

1. Perema (2017) [14]
2. Cassiano (2018)
3. Nicolas (2019)

- Troféu Camisa 13
- Premiação individual do Campeonato Paraense de Futebol.

- Goleiro

1. Ronaldo: 3 (1999, 2005 e 2007)
2. Alexandre Fávaro: 2 (2010 e 2011)
3. Narcisio: 1 (1998)
4. Adinan: 1 (2000)
5. J. Cesar: 1 (2001)
6. Marcão: 1 (2002)
7. Rafael Córdova: 1 (2009)
8. Paulo Rafael: 1 (2012)
9. Matheus: 1 (2014)
10. Emerson: 1 (2016)

- Lateral Direito

1. Yago Pikachu: 3 (2012, 2013 e 2015)
2. Carlinhos Itaberá: 1 (1997)
3. Marcelo Silva: 1 (1998)
4. Paulinho: 1 (1999)
5. Valentim: 1 (2001)
6. Marcos: 1 (2002)
7. Rodrigo: 1 (2003)
8. Jucemar: 1 (2008)
9. Cláudio Wallace: 1 (2010)
10. Sidny: 1 (2011)
11. Djalma: 1 (2014)
12. Maicon Silva: 1 (2018)
13. Bruno Oliveira: 1 (2019)
14. Tony: 1 (2020)

- Zagueiro Central

1. Perema: 2 (2020 e 2021)
2. Belterra: 1 (1998)
3. Ney: 1 (2000)
4. Gino: 1 (2002)
5. Júlio Santos: 1 (2004)
6. Flávio Tanajura: 1 (2005)
7. Roni: 1 (2009)
8. Leandro Camilo: 1 (2010)
9. Ari: 1 (2011)
10. Diego Bispo: 1 (2013)
11. Charles: 1 (2014)
12. Dão: 1 (2015)
13. Fernando Lombardi: 1 (2016)

- Quarto Zagueiro

1. Sérgio: 4 (1998, 1999, 2001 e 2002)
2. Augusto: 3 (1994, 1995 e 1996)
3. Zé Maria: 1 (1993)
4. Henrique: 1 (2000)
5. Alex Pinho: 1 (2005)
6. Luciano: 1 (2009)
7. Tiago Costa: 1 (2012)
8. Raul: 1 (2013)
9. Gilvan: 1 (2017)
10. Diego Ivo: 1 (2018)

- Lateral Esquerdo

1. Luiz Fernando: 3 (2002, 2003 e 2004)
2. Aldivan: 2 (2008 e 2009)
3. Pedrinho: 1 (1993)
4. Paulinho: 1 (1998)
5. Anderson: 1 (1999)
6. Eraldo: 1 (2000)
7. Renatinho: 1 (2005)
8. Carlos Alberto: 1 (2006)
9. Alex: 1 (2007)
10. Rodrigo Alvim: 1 (2013)
11. Airton: 1 (2014)
12. Bruno Collaço: 1 (2020)
13. João Paulo: 1 (2022)

- Primeiro Volante

1. Sandro Goiano: 2 (2002 e 2003)
2. Ricardo Capanema: 2 (2013 e 2016)
3. César Maranhense: 1 (1994)
4. Agnaldo: 1 (1998)
5. Manoel: 1 (1999)
6. Rogérinho Gameleira: 1 (2001)
7. Vanderson: 1 (2005)
8. San: 1 (2006)
9. Paulo de Tárcio: 1 (2008)
10. Mael: 1 (2009)
11. Augusto Recife: 1 (2015)
12. Rodrigo Andrade: 1 (2017)
13. Anderson Uchôa: 1 (2020)

- Segundo Volante

1. Sandro Goiano: 4 (2000, 2004, 2005 e 2010)
2. Alexandre: 2 (1997 e 1998)
3. Billy: 2 (2011 e 2012)
4. Augusto Recife: 2 (2014 e 2016)
5. Manoel: 1 (1999)
6. Rogérinho Gameleira: 1 (2002)
7. Vanderson: 1 (2003)
8. Ricardo Oliveira: 1 (2007)
9. Dada: 1 (2009)
10. Wesley: 1 (2017)
11. Marcos Antonio: 1 (2019)

- Meia Direita

1. Lecheva: 2 (2001 e 2002)
2. Chiquinho: 1 (1995)
3. Julio César: 1 (1998)
4. Rogérinho Gameleira: 1 (2000)
5. Jóbson: 1 (2004)
6. Rodrigo: 1 (2005)
7. Rossini: 1 (2009)
8. Thiago Potiguar: 1 (2010)
9. Djalma: 1 (2013)
10. Jonhathan: 1 (2015)
11. Celsinho: 1 (2016)
12. Diogo Oliveira: 1 (2017)
13. Walter: 1 (2018)
14. Nicolas: 1 (2019)

- Meia Esquerda

1. Luis Carlos Trindade: 2 (1998 e 2000)
2. Carlinhos: 1 (1993)
3. Jóbson: 1 (2002)
4. Iarley: 1 (2003)
5. Gian: 1 (2005)
6. Vélber: 1 (2009)
7. Eduardo Ramos: 1 (2013)
8. Yago Pikachu: 1 (2014)
9. Vinicius Leite: 1 (2020)
10. José Aldo: 1 (2022)

- Atacante Pela Direita

1. Zé Augusto: 2 (2001 e 2005)
2. Balão: 2 (2003 e 2006)
3. Nicolas: 2 (2020 e 2021)
4. Maracanã: 1 (1997)
5. Abimael: 1 (1999)
6. Jóbson: 1 (2000)
7. Róbson: 1 (2007)
8. Luiz Mário: 1 (2008)
9. Moisés: 1 (2010)
10. Leandro Carvalho: 1 (2017)
11. Cassiano: 1 (2018)

- Atacante Pela Esquerda

1. Róbson: 3 (2003, 2005 e 2006)
2. Wágner: 1 (1998)
3. Guga: 1 (1999)
4. Luiz Carlos Matos: 1 (2000)
5. Albertinho: 1 (2002)
6. Zé Augusto: 1 (2008)
7. Zé Carlos: 1 (2009)
8. Rafael Oliveira: 1 (2011)
9. João Neto: 1 (2013)
10. Lima: 1 (2014)
11. Bruno Veiga: 1 (2015)
12. Betinho: 1 (2016)
13. Danrlei: 1 (2022)

- Craque do Campeonato

1. Sandro Goiano: 3 (2002, 2005 e 2010)
2. Nicolas: 2 (2019 e 2020)
3. Belterra: 1 (1998)
4. Guga: 1 (1999)
5. Jóbson: 1 (2000)
6. Iarley: 1 (2003)
7. Vélber: 1 (2009)
8. Rafael Oliveira: 1 (2011)
9. Eduardo Ramos: 1 (2013)
10. Charles: 1 (2014)
11. Yago Pikachu: 1 (2015)
12. Emerson: 1 (2016)
13. Danrlei: 1 (2022)

- Revelação

1. Souza: 1 (1997)
2. Magnum: 1 (2001)
3. Sam: 1 (2006)
4. Marcelo Maciel: 1 (2007)
5. Fabrício: 1 (2008)
6. Moisés: 1 (2010)
7. Billy: 1 (2011)
8. Yago Pikachu: 1 (2012)
9. Djalma: 1 (2013)
10. Leandro Carvalho: 1 (2015)
11. Rodrigo Andrade: 1 (2017)